# Shannonomyia barilochensis
Shannonomyia barilochensis är en tvåvingeart som beskrevs av Alexander 1929. Shannonomyia barilochensis ingår i släktet Shannonomyia och familjen småharkrankar. Inga underarter finns listade i Catalogue of Life.